# Dulcie September

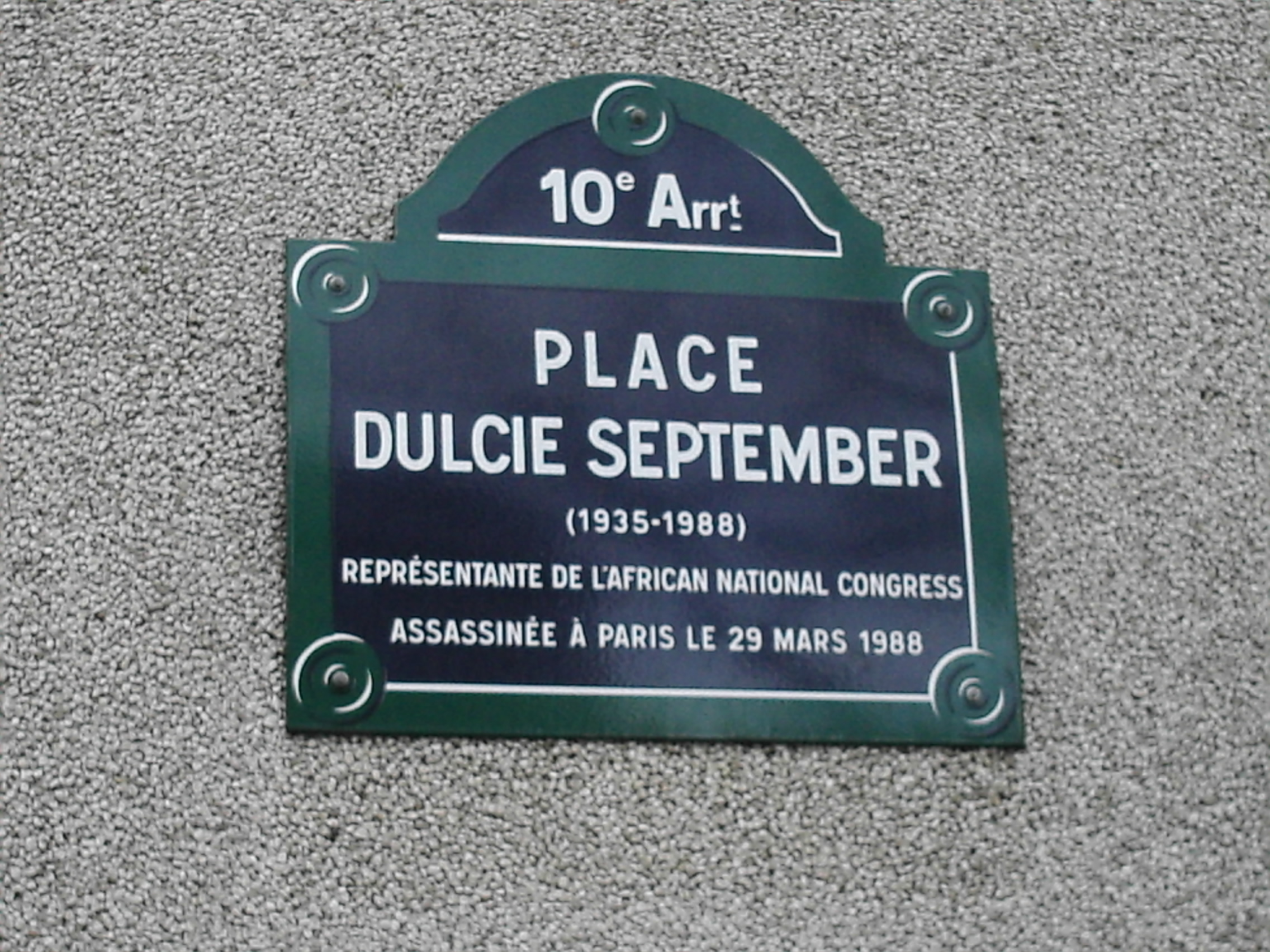
Gedenktafel für Dulcie September in Paris

Dulcie Evonne September (* 20. August 1935 in Athlone, Kapprovinz; † 29. März 1988 in Paris) war eine südafrikanische Politikerin des African National Congress (ANC). Sie wurde Opfer eines Attentats.

## Leben
September wuchs in Athlone auf, heute ein Stadtteil Kapstadts, und bestand 1955 die Diplomprüfung als Lehrerin. Sie unterrichtete an Schulen in Kapstadt und gehörte mehreren oppositionellen Verbänden an, darunter dem Unity Movement of South Africa (UMSA). Sie wurde 1969 für fünf Jahre gebannt und erhielt 1973 die Zusage, an einem britischen College unterrichten zu können. Sie verließ im selben Jahr Südafrika und schloss sich im Vereinigten Königreich der Bewegung gegen die Apartheid an. Sie wurde Repräsentantin des ANC für Frankreich, die Schweiz und Luxemburg. Während der Eröffnung des ANC-Büros in Paris wurde sie vor dem Büro zwischen 9:45 und 10 Uhr ermordet. Sie wurde durch fünf Schüsse eines 22-Kalibergewehrs mit Schalldämpfer in den Kopf getroffen. Die Identität des Attentäters ist bislang nicht bekannt; zu den Verdächtigen zählen mehrere Südafrikaner, die in Regierungsbehörden arbeiteten. Dirk Stoffberg, der für den südafrikanischen Geheimdienst arbeitete und sich zur Zeit des Mordes in Paris aufhielt, erzählte dem Journalisten Jacques Pauw, dass er in die Planung der Ermordung von Dulcie September involviert war.
Vor dem Attentat hatte September Recherchen über den Waffenhandel zwischen Frankreich und Südafrika angestellt, dem man den Handel mit nuklearem Material nachsagte. Sie wusste, dass sie bedroht war, wollte aber keinen Personenschutz in Anspruch nehmen.
September wurde auf dem Pariser Friedhof Père-Lachaise beerdigt.

## Ehrungen
Dulcie September wurde in die Anthologie Daughters of Africa aufgenommen, die 1992 von Margaret Busby in London und New York herausgegeben wurde.
Jean Michel Jarre komponierte für sein Album Revolutions den Titel September, den er ihr widmete. Der Song wird von einem malischen Chor gesungen und wurde 1988 auf dem Destination-Docklands-Konzert auf den Londoner Docklands aufgeführt. In Arcueil, wo September von 1986 bis zu ihrem Tod gelebt hatte, ist eine Schule nach Dulcie September benannt.